# Барышский район
Бары́шский райо́н — административно-территориальная единица (административный район) и муниципальное образование (муниципальный район) в западной части Ульяновской области России.
Административный центр — город Барыш.

## История
Барышский район образован 15 июля 1928 года в составе Сызранского округа (существовавшего до 30 июля 1930 года) Средне-Волжской области.
С 20 октября 1929 года — в составе Средне-Волжского края.
С 21 января 1935 года — в Куйбышевском крае.
С 5 декабря 1936 — в Куйбышевской области.
В годы Великой Отечественной войны в районе были сформированы более десяти воинских соединений и подразделений, среди них — 344-я стрелковая дивизия, ставшая впоследствии Рославльской Краснознамённой. Пополнились воинами района — 45-я стрелковая дивизия, 55-я стрелковая дивизия, 336-я стрелковая дивизия .
С 19 января 1943 года — в Ульяновской области.
14 декабря 1943 года часть территории района были переданы в новообразованный Жадовский район.
2 ноября 1956 года в состав Барышского района вошла территория упразднённого Жадовского района.
В 2005 году район был поделён на городские и сельские поселения.

## Население
| 1939    | 1989    | 2002    | 2009    | 2010    | 2011    | 2012    | 2013    | 2014    |
| ------- | ------- | ------- | ------- | ------- | ------- | ------- | ------- | ------- |
| 78 998  | ↘36 230 | ↘31 444 | ↗45 146 | ↘44 034 | ↘43 883 | ↘42 941 | ↘42 282 | ↘41 578 |
| 2015    | 2016    | 2017    | 2018    | 2019    | 2020    | 2021    |         |         |
| ↘40 916 | ↘40 394 | ↘39 808 | ↘39 095 | ↘38 336 | ↘37 674 | ↘36 433 |         |         |

### Урбанизация
В городских условиях (город Барыш, рабочие посёлки Жадовка, Измайлово, имени В. И. Ленина и Старотимошкино) проживают  65,18 % населения района.

### Национальный состав
По переписи 2010 года 77,3 % — русские, 12,5 % — татары, 4,9 % — чуваши, 2,5 % — мордва.

## Административное деление
Барышский административный район в рамках административно-территориального устройства области делится на 1 город районного значения, 4 поселковых округа и 4 сельских округа.
Одноимённый муниципальный район в рамках организации местного самоуправления (муниципального устройства) включает 9 муниципальных образований, в том числе 5 городских поселений и 4 сельских поселения.
Город районного значения и поселковые округа соответствуют городским поселениям, сельские округа — сельским поселениям.
| № | Муниципальное образование             | Админ. центр                       | Количество населённых пунктов | Население (чел.) | Площадь (км²) |
| - | ------------------------------------- | ---------------------------------- | ----------------------------- | ---------------- | ------------- |
| 1 | Барышское городское поселение         | город Барыш                        | 1                             | ↘14 924          | 13,76         |
| 2 | Жадовское городское поселение         | рабочий посёлок Жадовка            | 7                             | ↘2097            | 216,63        |
| 3 | Измайловское городское поселение      | рабочий посёлок Измайлово          | 5                             | ↗2334            | 207,60        |
| 4 | Ленинское городское поселение         | рабочий посёлок имени В. И. Ленина | 15                            | ↗3949            | 451,86        |
| 5 | Старотимошкинское городское поселение | рабочий посёлок Старотимошкино     | 4                             | ↘5451            | 222,01        |
| 6 | Живайкинское сельское поселение       | село Живайкино                     | 12                            | ↘2198            | 381,51        |
| 7 | Земляничненское сельское поселение    | посёлок Земляничный                | 6                             | ↘1071            | 138,09        |
| 8 | Малохомутёрское сельское поселение    | село Малая Хомутерь                | 17                            | ↘1964            | 392,72        |
| 9 | Поливановское сельское поселение      | посёлок Поливаново                 | 6                             | ↘2445            | 245,40        |

Первоначально в 2004 году были сформированы отдельные муниципальное образование «Барышский район» со статусом муниципального района и муниципальное образование «город Барыш» со статусом городского округа. То есть в состав Барышского муниципального района не вошла территория его административного центра — города Барыш.
В 2008 году было проведено голосование по вопросу преобразования муниципального образования «город Барыш», после чего оно лишилось статуса городского округа и как Барышское городское поселение вошло в состав Барышского муниципального района.

### Населённые пункты
В районе находятся 73 населённых пункта, в том числе 5 городских (из них 1 город и 4 рабочих посёлка) и 68 сельских:
| №  | Населённый пункт     | Тип             | Население | Муниципальное образование             |
| -- | -------------------- | --------------- | --------- | ------------------------------------- |
| 1  | Акшуат               | село            | 1515      | Поливановское сельское поселение      |
| 2  | Алинкино             | село            | 269       | Малохомутёрское сельское поселение    |
| 3  | Ананьино             | село            | 13        | Живайкинское сельское поселение       |
| 4  | Барыш                | город           | ↘14 924   | Барышское городское поселение         |
| 5  | Барышская Дурасовка  | село            | 175       | Малохомутёрское сельское поселение    |
| 6  | Беликово             | село            | 64        | Малохомутёрское сельское поселение    |
| 7  | Богдановка           | деревня         | 11        | Земляничненское сельское поселение    |
| 8  | Большая Мура         | деревня         | 5         | Малохомутёрское сельское поселение    |
| 9  | Водорацк             | село            | 344       | Поливановское сельское поселение      |
| 10 | Водорацкие Выселки   | деревня         | 27        | Поливановское сельское поселение      |
| 11 | Воецкое              | село            | 420       | Ленинское городское поселение         |
| 12 | Воскресенка          | деревня         | 0         | Живайкинское сельское поселение       |
| 13 | Головцево            | село            | 293       | Ленинское городское поселение         |
| 14 | Гремячевка           | деревня         | 0         | Ленинское городское поселение         |
| 15 | Екатериновка         | деревня         | 71        | Поливановское сельское поселение      |
| 16 | Жадовка              | рабочий посёлок | ↘1507     | Жадовское городское поселение         |
| 17 | Живайкино            | село            | 848       | Живайкинское сельское поселение       |
| 18 | Заводская Решетка    | село            | 12        | Малохомутёрское сельское поселение    |
| 19 | Загарино             | село            | 509       | Живайкинское сельское поселение       |
| 20 | Заречное             | село            | 775       | Старотимошкинское городское поселение |
| 21 | Земляничный          | посёлок         | 548       | Земляничненское сельское поселение    |
| 22 | Золино               | деревня         | 0         | Живайкинское сельское поселение       |
| 23 | Измайлово            | рабочий посёлок | ↗2021     | Измайловское городское поселение      |
| 24 | имени В. И. Ленина   | рабочий посёлок | ↘1972     | Ленинское городское поселение         |
| 25 | Калда                | село            | 1696      | Старотимошкинское городское поселение |
| 26 | Кармалейка           | село            | 232       | Живайкинское сельское поселение       |
| 27 | Киселевка            | село            | 282       | Живайкинское сельское поселение       |
| 28 | Конновка             | село            | 84        | Земляничненское сельское поселение    |
| 29 | Красильный           | посёлок         | 50        | Ленинское городское поселение         |
| 30 | Красная Зорька       | село            | 310       | Земляничненское сельское поселение    |
| 31 | Красная Поляна       | село            | ↘148      | Ленинское городское поселение         |
| 32 | Красный Барыш        | посёлок         | 67        | Малохомутёрское сельское поселение    |
| 33 | Кудажлейка           | село            | 131       | Живайкинское сельское поселение       |
| 34 | Лесная Дача          | посёлок         | 340       | Земляничненское сельское поселение    |
| 35 | Ляховка              | село            | 96        | Измайловское городское поселение      |
| 36 | Малая Бекшанка       | село            | 0         | Ленинское городское поселение         |
| 37 | Малая Хомутерь       | село            | 673       | Малохомутёрское сельское поселение    |
| 38 | Мордовская Темрязань | село            | 77        | Поливановское сельское поселение      |
| 39 | Неклюдовка           | деревня         | 2         | Жадовское городское поселение         |
| 40 | Новая Бекшанка       | село            | 369       | Ленинское городское поселение         |
| 41 | Новая Деревня        | село            | 81        | Жадовское городское поселение         |
| 42 | Новая Ханинеевка     | село            | 148       | Измайловское городское поселение      |
| 43 | Новый Дол            | село            | 522       | Малохомутёрское сельское поселение    |
| 44 | Обуховские Выселки   | деревня         | 24        | Ленинское городское поселение         |
| 45 | Опытный              | посёлок         | 6         | Малохомутёрское сельское поселение    |
| 46 | Орлово               | посёлок         | 0         | Малохомутёрское сельское поселение    |
| 47 | Осока                | село            | 127       | Живайкинское сельское поселение       |
| 48 | Павловка             | село            | 284       | Жадовское городское поселение         |
| 49 | Покровская Решетка   | село            | 9         | Малохомутёрское сельское поселение    |
| 50 | Поливаново           | посёлок         | 993       | Поливановское сельское поселение      |
| 51 | Попова Мельница      | село            | 80        | Малохомутёрское сельское поселение    |
| 52 | Посёлки              | деревня         | 18        | Малохомутёрское сельское поселение    |
| 53 | Приозерный           | посёлок         | 656       | Живайкинское сельское поселение       |
| 54 | Румянцево            | село            | 701       | Ленинское городское поселение         |
| 55 | Русская Бекшанка     | село            | 227       | Ленинское городское поселение         |
| 56 | Русское Тимошкино    | село            | 31        | Ленинское городское поселение         |
| 57 | Садовый              | посёлок         | 56        | Малохомутёрское сельское поселение    |
| 58 | Самородки            | посёлок         | 330       | Жадовское городское поселение         |
| 59 | Семиродники          | деревня         | 5         | Земляничненское сельское поселение    |
| 60 | Смольково            | село            | 165       | Старотимошкинское городское поселение |
| 61 | Сорокино             | деревня         | 7         | Живайкинское сельское поселение       |
| 62 | Старая Бекшанка      | село            | 56        | Ленинское городское поселение         |
| 63 | Старая Измайловка    | село            | ↘98       | Измайловское городское поселение      |
| 64 | Старая Савадерка     | деревня         | 60        | Малохомутёрское сельское поселение    |
| 65 | Старая Ханинеевка    | село            | 110       | Измайловское городское поселение      |
| 66 | Старотимошкино       | рабочий посёлок | ↘3323     | Старотимошкинское городское поселение |
| 67 | Степановка           | посёлок         | 74        | Малохомутёрское сельское поселение    |
| 68 | Сурские Вершины      | село            | 77        | Ленинское городское поселение         |
| 69 | Ульяновка            | деревня         | 39        | Ленинское городское поселение         |
| 70 | Ушаковка             | деревня         | 137       | Жадовское городское поселение         |
| 71 | Феофилатовка         | деревня         | 17        | Жадовское городское поселение         |
| 72 | Чувашская Решетка    | село            | 627       | Малохомутёрское сельское поселение    |
| 73 | Языковка             | деревня         | 5         | Живайкинское сельское поселение       |

### Упразднённые населённые пункты
- 10 декабря 2002 года были упразднены деревни Владимировка Земляничненского сельсовета, Голицино и Старая Вителевка Ляховского сельсовета, а также хутор Эстонский Ляховского сельсовета[29].

## Религия
26 июля 2012 года решением Священного Синода Русской православной церкви была учреждена Барышская епархия.

## Достопримечательности
- Главная природная достопримечательность района — уникальный Акшуатский дендропарк, заложенный в 80-е годы XIX века тогдашним владельцем села Акшуат В. Н. Поливановым. Находится в окрестностях села Акшуат, имеет площадь 63 га и статус охраняемой территории[30].
- В Красной Поляне есть родник «Уличный (Святого Левонтия)», имеющий статус ООПТ[30].
- Исток реки Сызранки (с. Кармалейка) - имеющий статус ООПТ[31].
- Исток реки Суры (с. Сурские Вершины) - имеющий статус ООПТ[32].
- Жадовский монастырь;
- Храм Николая Чудотворца (Новая Ханинеевка);
- Храм Рождества Христова (Павловка);
- Казанская церковь (Смольково);
- Новый Дол (усадьба)

## География
В геологическом строении поверхности принимают участие отложения меловой, палеогеновой и четвертичной системы. Карбонатные породы верхнего мела встречаются на севере. Большая часть поверхности района занята кремнистыми палеогеновыми отложениями, образующими многочисленные месторождения диатомитов и песчаников. Территория района характеризуется приподнятым рельефом с абсолютной высотой 300 м и является одним из наиболее высоких участков Приволжской возвышенности, прорезанных глубокими долинами рек. Наиболее высокая часть — Сурская Шишка (314 м). Здесь находятся истоки рек Суры, Барыша, Сызранки и Бекшанки. Имеется ряд озёр и выходы родников. Климат умеренно континентальный. Вследствие возвышенного рельефа и западного положения является наиболее прохладным и влажным в области. Годовое количество осадков 459 мм, средняя температура января −13,0 °C, июля +19,5 °C. Преобладают серые лесные почвы, пологие склоны долин заняты оподзоленными чернозёмами. Распространены сосновые и сосново-широколиственные леса.

## Известные люди
- Родившиеся в Барышском районе
- Родившиеся в Старотимошкине (Ульяновская область)
- Земскова, Мария Васильевна
- Акимов, Александр Васильевич — Герой Советского Союза
- Жегалов, Леонид Васильевич
- Ирейкин, Геннадий Григорьевич — Герой Российской Федерации
- Кулагин, Пётр Сергеевич
- Галкин, Григорий Николаевич — Герой РФ.
- Галочкина, Клавдия Фёдоровна — Герой Социалистического Труда[33].
- Сарчин, Рамиль Шавкетович (14.12.1975) - поэт, автор-исполнитель, литературовед, литературный критик, искусствовед, доктор филологических наук, ген. директор Академии народной энциклопедии. Лауреат региональных, всероссийских, международных конкурсов и премий. Учился в Калдинскойй средней школе в 1991-1992 гг.

## Город Барыш
См. статью: Барыш
Город Барыш образовался после слияния трёх населённых пунктов: села Троицкое-Куроедово, рабочего посёлка Гурьевский суконной фабрики (Гурьевка) и посёлка Марьинской бумажной фабрики (Силаевка) на реке Сар-Барыш (у впадения реки Сар-Барыш в реку Барыш — приток Суры). В 1975 году он получил статус города областного подчинения.
В 1754 году в городе был возведён каменный Свято-Троицкий собор, который неоднократно перестраивалась, сейчас это действующий православный храм.
В городе есть железнодорожная станция, из предприятий — редукторный завод, бумажная, суконная и швейная фабрики.